# 동경 24도

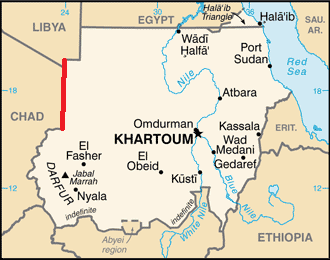
동경 24도는 리비아, 차드 국경과 접하는 수단 국경 일부로 규정되어 있다.

동경 24도(東經24度)는 본초 자오선에서 동쪽으로 24도 떨어진 경선이다. 북극점에서 시작하여 북극해, 유럽, 아프리카, 인도양, 남극해, 남극을 거쳐 남극점에 이른다.
동경 24도는 서경 156도와 이어져 지구의 둘레를 이룬다.
리비아와 수단 사이의 국경 일부가 동경 24도로 규정되어 있다. 또한 차드와 수단 사이 국경의 큰 부분을 차지하고 있다.
북극점에서 남극점까지 동경 24도선은 다음 지역을 지나간다.
| 좌표                                                  | 나라, 지역, 해역    | 주석                                                                                         |
| ----------------------------------------------------- | ------------------- | -------------------------------------------------------------------------------------------- |
| 북위 90° 0′ 동경 24° 0′  / 북위 90.000° 동경 24.000°  | 북극해              |                                                                                              |
| 북위 80° 18′ 동경 24° 0′  / 북위 80.300° 동경 24.000° | 노르웨이            | 스발바르 제도의 노르데우스틀란데섬                                                           |
| 북위 79° 14′ 동경 24° 0′  / 북위 79.233° 동경 24.000° | 바렌츠해            |                                                                                              |
| 북위 77° 52′ 동경 24° 0′  / 북위 77.867° 동경 24.000° | 노르웨이            | 스발바르 제도의 에드게외위아섬                                                               |
| 북위 77° 33′ 동경 24° 0′  / 북위 77.550° 동경 24.000° | 바렌츠해            |                                                                                              |
| 북위 71° 57′ 동경 24° 0′  / 북위 71.950° 동경 24.000° | 대서양              | 노르웨이해                                                                                   |
| 북위 71° 3′ 동경 24° 0′  / 북위 71.050° 동경 24.000°  | 노르웨이            | 인괴위섬과 롤브쇠위섬                                                                        |
| 북위 70° 55′ 동경 24° 0′  / 북위 70.917° 동경 24.000° | 대서양              | 노르웨이해                                                                                   |
| 북위 70° 41′ 동경 24° 0′  / 북위 70.683° 동경 24.000° | 노르웨이            | 크발뢰위아섬과 본토                                                                          |
| 북위 68° 49′ 동경 24° 0′  / 북위 68.817° 동경 24.000° | 핀란드              |                                                                                              |
| 북위 66° 50′ 동경 24° 0′  / 북위 66.833° 동경 24.000° | 핀란드              | 4km 정도                                                                                     |
| 북위 66° 48′ 동경 24° 0′  / 북위 66.800° 동경 24.000° | 핀란드              |                                                                                              |
| 북위 66° 2′ 동경 24° 0′  / 북위 66.033° 동경 24.000°  | 스웨덴              |                                                                                              |
| 북위 65° 48′ 동경 24° 0′  / 북위 65.800° 동경 24.000° | 발트해              | 보트니아만                                                                                   |
| 북위 64° 24′ 동경 24° 0′  / 북위 64.400° 동경 24.000° | 핀란드              |                                                                                              |
| 북위 60° 1′ 동경 24° 0′  / 북위 60.017° 동경 24.000°  | 발트해              | 핀란드만                                                                                     |
| 북위 59° 21′ 동경 24° 0′  / 북위 59.350° 동경 24.000° | 에스토니아          | 배이케파크리섬과 본토                                                                        |
| 북위 58° 18′ 동경 24° 0′  / 북위 58.300° 동경 24.000° | 발트해              | 리가 만                                                                                      |
| 북위 58° 9′ 동경 24° 0′  / 북위 58.150° 동경 24.000°  | 에스토니아          | 키흐누섬                                                                                     |
| 북위 58° 6′ 동경 24° 0′  / 북위 58.100° 동경 24.000°  | 발트해              | 리가만                                                                                       |
| 북위 57° 2′ 동경 24° 0′  / 북위 57.033° 동경 24.000°  | 라트비아            | 리가 바로 옆을 지나감                                                                        |
| 북위 56° 20′ 동경 24° 0′  / 북위 56.333° 동경 24.000° | 리투아니아          |                                                                                              |
| 북위 53° 56′ 동경 24° 0′  / 북위 53.933° 동경 24.000° | 벨라루스            |                                                                                              |
| 북위 51° 35′ 동경 24° 0′  / 북위 51.583° 동경 24.000° | 우크라이나          |                                                                                              |
| 북위 50° 56′ 동경 24° 0′  / 북위 50.933° 동경 24.000° | 폴란드              | 10km 정도                                                                                    |
| 북위 50° 51′ 동경 24° 0′  / 북위 50.850° 동경 24.000° | 우크라이나          | 7km 정도                                                                                     |
| 북위 50° 46′ 동경 24° 0′  / 북위 50.767° 동경 24.000° | 폴란드              |                                                                                              |
| 북위 50° 26′ 동경 24° 0′  / 북위 50.433° 동경 24.000° | 우크라이나          |                                                                                              |
| 북위 47° 58′ 동경 24° 0′  / 북위 47.967° 동경 24.000° | 루마니아            |                                                                                              |
| 북위 43° 45′ 동경 24° 0′  / 북위 43.750° 동경 24.000° | 불가리아            |                                                                                              |
| 북위 41° 27′ 동경 24° 0′  / 북위 41.450° 동경 24.000° | 그리스              |                                                                                              |
| 북위 40° 45′ 동경 24° 0′  / 북위 40.750° 동경 24.000° | 지중해              | 에게해                                                                                       |
| 북위 40° 23′ 동경 24° 0′  / 북위 40.383° 동경 24.000° | 그리스              | 아토스산반도                                                                                 |
| 북위 40° 19′ 동경 24° 0′  / 북위 40.317° 동경 24.000° | 지중해              | 에게해                                                                                       |
| 북위 40° 5′ 동경 24° 0′  / 북위 40.083° 동경 24.000°  | 그리스              | 시소니아반도                                                                                 |
| 북위 39° 58′ 동경 24° 0′  / 북위 39.967° 동경 24.000° | 지중해              | 에게해 - 그리스 키라파나기아섬의 서부 해역, 알로니소스섬과 페리스테라섬의 동부 해역을 지나감 |
| 북위 38° 41′ 동경 24° 0′  / 북위 38.683° 동경 24.000° | 그리스              | 에우보에아섬                                                                                 |
| 북위 38° 24′ 동경 24° 0′  / 북위 38.400° 동경 24.000° | 지중해              | 에게해의 에우리푸스 해협                                                                     |
| 북위 38° 15′ 동경 24° 0′  / 북위 38.250° 동경 24.000° | 그리스              |                                                                                              |
| 북위 37° 40′ 동경 24° 0′  / 북위 37.667° 동경 24.000° | 지중해              | 에게해의 크레타만                                                                            |
| 북위 35° 31′ 동경 24° 0′  / 북위 35.517° 동경 24.000° | 그리스              | 크레타섬                                                                                     |
| 북위 35° 13′ 동경 24° 0′  / 북위 35.217° 동경 24.000° | 지중해              |                                                                                              |
| 북위 34° 56′ 동경 24° 0′  / 북위 34.933° 동경 24.000° | 그리스              | 가브도포울라섬                                                                               |
| 북위 34° 55′ 동경 24° 0′  / 북위 34.917° 동경 24.000° | 지중해              | 그리스 가브도스섬의 서부 해역을 지나감                                                       |
| 북위 32° 6′ 동경 24° 0′  / 북위 32.100° 동경 24.000°  | 리비아              |                                                                                              |
| 북위 20° 0′ 동경 24° 0′  / 북위 20.000° 동경 24.000°  | 리비아 - 수단 국경  |                                                                                              |
| 북위 19° 30′ 동경 24° 0′  / 북위 19.500° 동경 24.000° | 차드 - 수단 국경    |                                                                                              |
| 북위 15° 42′ 동경 24° 0′  / 북위 15.700° 동경 24.000° | 수단                |                                                                                              |
| 북위 8° 42′ 동경 24° 0′  / 북위 8.700° 동경 24.000°   | 중앙아프리카 공화국 |                                                                                              |
| 북위 5° 52′ 동경 24° 0′  / 북위 5.867° 동경 24.000°   | 콩고 민주 공화국    |                                                                                              |
| 남위 10° 53′ 동경 24° 0′  / 남위 10.883° 동경 24.000° | 잠비아              | 5km 정도                                                                                     |
| 남위 10° 55′ 동경 24° 0′  / 남위 10.917° 동경 24.000° | 앙골라              |                                                                                              |
| 남위 11° 36′ 동경 24° 0′  / 남위 11.600° 동경 24.000° | 잠비아              | 16km 정도                                                                                    |
| 남위 11° 45′ 동경 24° 0′  / 남위 11.750° 동경 24.000° | 앙골라              | 11km 정도                                                                                    |
| 남위 11° 51′ 동경 24° 0′  / 남위 11.850° 동경 24.000° | 잠비아              |                                                                                              |
| 남위 12° 10′ 동경 24° 0′  / 남위 12.167° 동경 24.000° | 앙골라              |                                                                                              |
| 남위 12° 29′ 동경 24° 0′  / 남위 12.483° 동경 24.000° | 잠비아              |                                                                                              |
| 남위 12° 55′ 동경 24° 0′  / 남위 12.917° 동경 24.000° | 앙골라              |                                                                                              |
| 남위 12° 59′ 동경 24° 0′  / 남위 12.983° 동경 24.000° | 잠비아              |                                                                                              |
| 남위 17° 31′ 동경 24° 0′  / 남위 17.517° 동경 24.000° | 나미비아            | 카프리비                                                                                     |
| 남위 18° 10′ 동경 24° 0′  / 남위 18.167° 동경 24.000° | 보츠와나            |                                                                                              |
| 남위 25° 37′ 동경 24° 0′  / 남위 25.617° 동경 24.000° | 남아프리카 공화국   | 노스웨스트주 노던케이프주 웨스턴케이프주 이스턴케이프주                                      |
| 남위 34° 2′ 동경 24° 0′  / 남위 34.033° 동경 24.000°  | 인도양              |                                                                                              |
| 남위 60° 0′ 동경 24° 0′  / 남위 60.000° 동경 24.000°  | 남극해              |                                                                                              |
| 남위 70° 17′ 동경 24° 0′  / 남위 70.283° 동경 24.000° | 남극                | 퀸모드랜드, 노르웨이가 영유권을 주장한다.                                                    |

## 같이 보기
- 동경 23도
- 동경 25도